# Antiprotestantisme

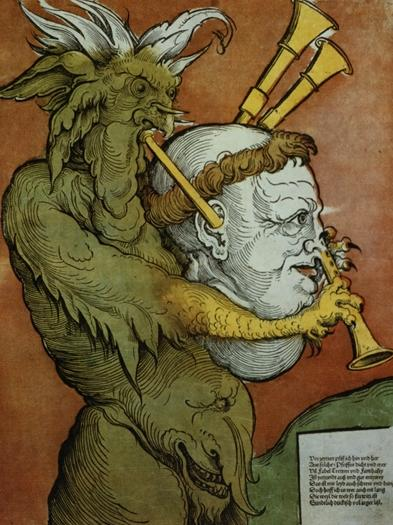
Segle XVI, caricatura de Martí Luter

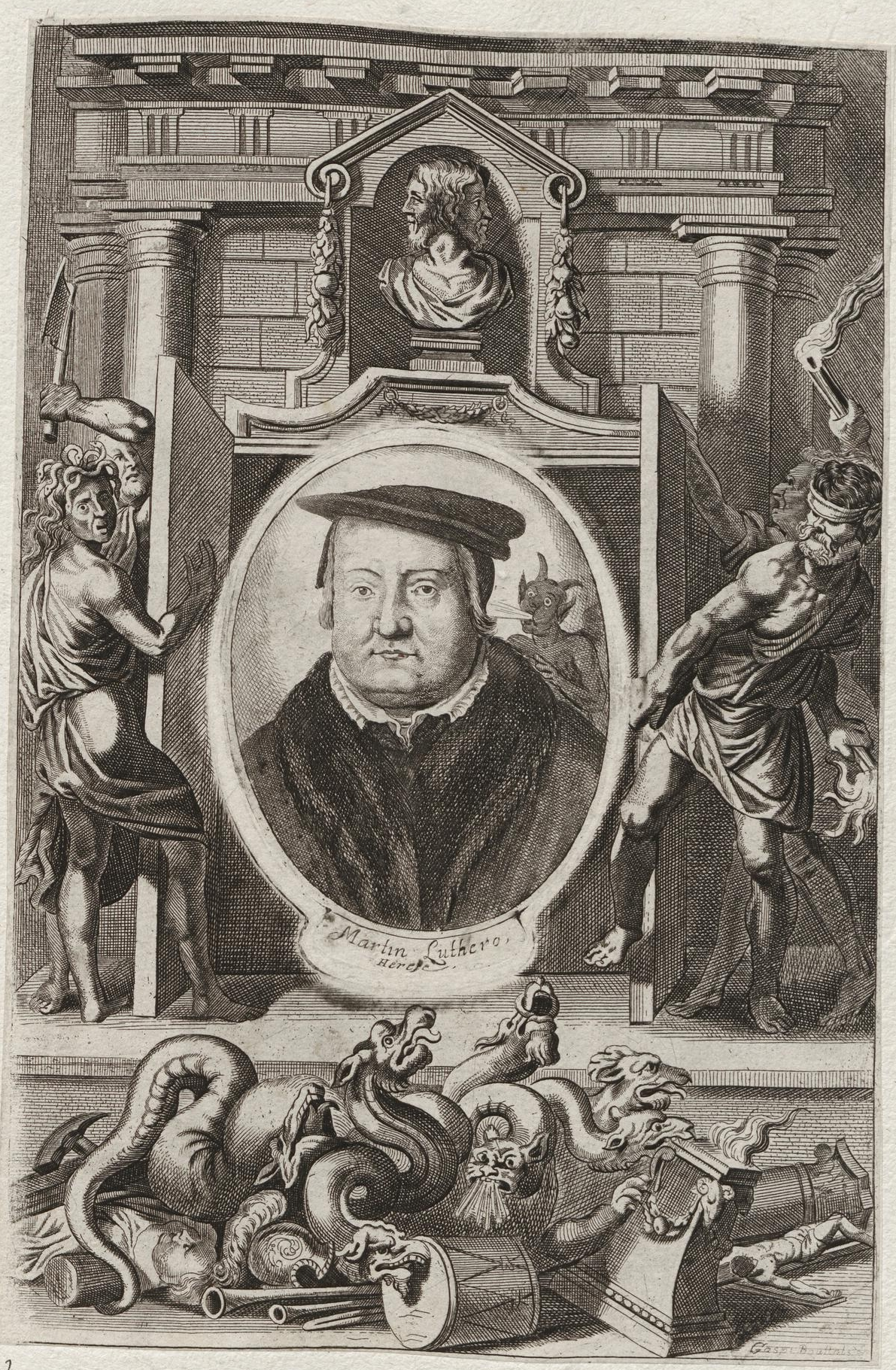
Segle XVII, caricatura de Martín Luter

L'antiprotestantisme fa referència a la desconfiança, crítica, oposició, discriminació, repressió o a la persecució del protestantisme impulsada, en la seva majoria, per intel·lectuals públics i religiosos catòlics en contra dels pensaments il·lustrats, posicionant al protestantisme com una conspiració en contra de l'ordre establert en els termes del moral, cultural, religiós i intel·lectual. Aquesta posició és sustentada per intolerància, superstició i fanatisme religiós. Els actes antiprotestants abans del segle xvii es denominen contrareforma.

## Al món

### Espanya

#### Seglexviii

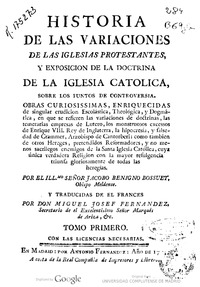

Jacobo Benigne Bossuet va escriure la Història de les variacions de les esglésies protestants. Hi fa un recompte de l'origen d'aquestes, cerca desvirtuar la naturalesa de l'església protestant argumentant que, per la diversitat dels orígens, hi ha una desunió al món protestant, que no hi ha a l'església catòlica que, segons Bossuet, és una i que, per tant, solidifica les bases de la mateixa, no sent-li suficient, d'igual manera, desprestigia la imatge dels principals exponents protestants: «Pel qual, quan, Luter, i els Luterans, després d'haver tornat, i variat en tantes, i tan diverses maneres l'article de la presència real, per fi procuren explicar-ho tan diferent, i precisament, que els equívocs dels Sacramentaris quedin totalment bandejats, es veuen caure insensiblement en expressiones, que no tenen sentit algun, àdhuc segons els seus mateixos principis, ni poden mantenir-se, ni subsistir, sinó només en la Catòlica Docƭrina»

#### Seglexix

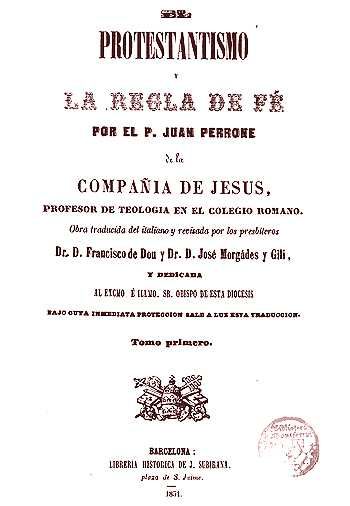
Segle XIX, Portada de El Protestantisme i la regla de fé per Joan Perrone

El frare de la Companyia de Jesús Joan Perrone, el 1856 va publicar El Protestantismo i la Regla de Fé, on pretenia que el protestantisme havia arribat al seu apogeu i que aviat decauria, condició que, malgrat l'esforç que és fes, era inevitable.

Va haver-hi obres que justificaven la seva repulsió al protestantisme utilitzant recursos com que tal repulsió era per il·luminació divina, tal com ho va fer Antoni María Claret en la seva Autobiografia en escriure: 

### França

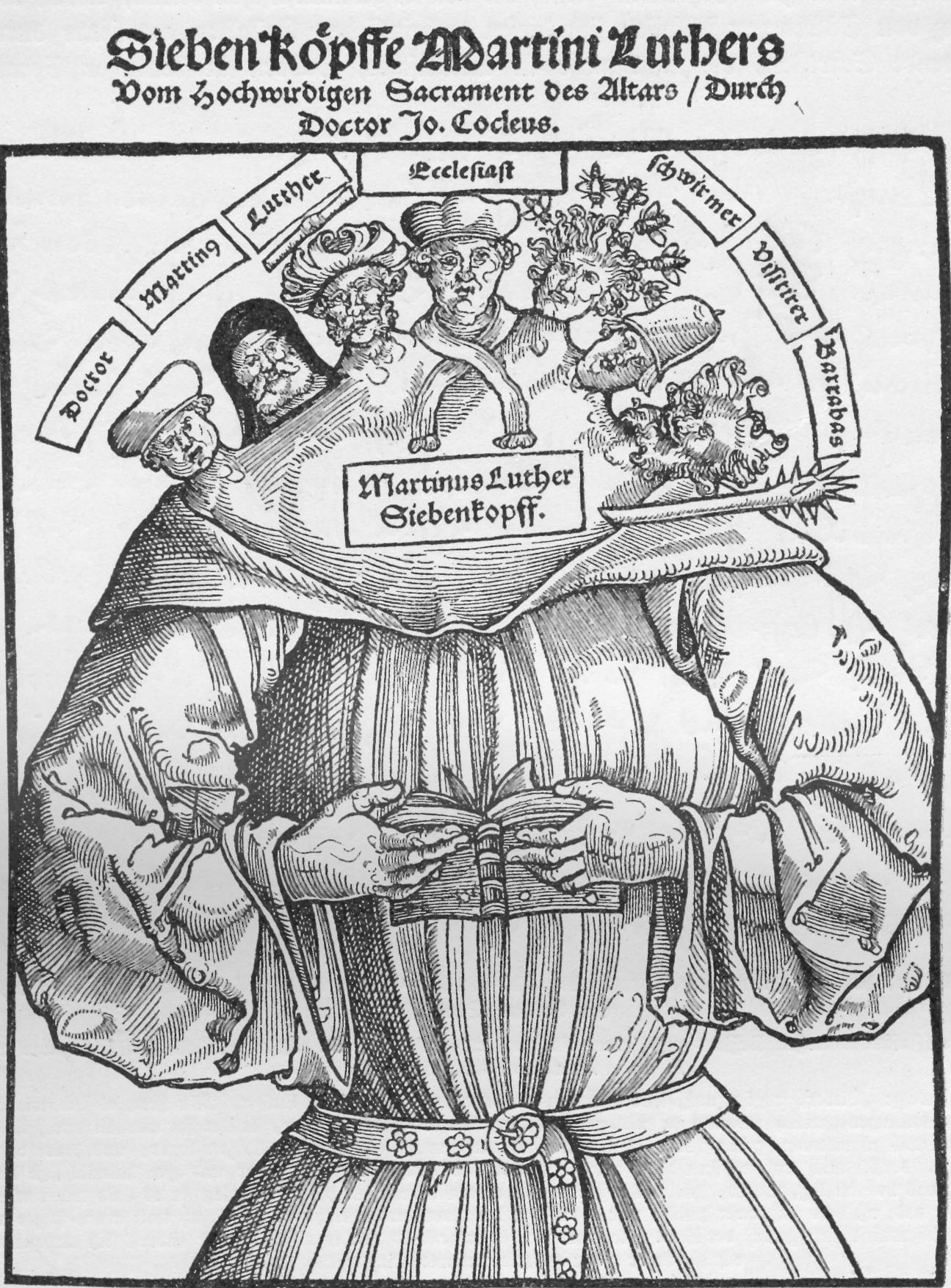
Segle XVI, caricatura de Luther

#### Seglexvii
El 1681, Géraud de Cordemoy va publicar un llibre antiprotestant, la "Conferència entre Luter i el diable sobre la Missa" amb els seus comentaris, republicat i distribuït en massa des de 1875 per Isidore Liseux amb els comentaris de Nicolas Lenglet Du Fresnoy.

#### Seglexviii
En una cerca pels drets universals, Guillaume-Chrétien de Lamoignon de Malesherbes va participar en el parlament de l'Antic règim per consolidar l'Edicte de Versalles que garantia a la població que no pertanyia a l'església catòlica drets civils com a registres civils, herències i llibertat de culte, encara que aquesta última no fos puntualitzada com una activitat pública.

#### Seglexix
L'assagista Ernest Renauld, a la fi del segle xix, publica dos llibres atacant el protestantisme a França, en el context de l'afer Dreyfus en el qual Dreyfus va ser recolzat per molts protestants.

#### Segle XX
Alphonse Magniez, capità de l'exèrcit francès, va atacar el protestantisme a través d'assajos, un d'ells "Els Faux Prophètes du protestantisme ou la fausseté du protestantisme démontrée parell ses auteurs et parell són origini", publicat el 1921.

### Anglaterra

#### Segle XVI
A la fi del segle xvi, els exiliats intel·lectuals anglesos als Països Baixos espanyols van escriure tractats antiguvernamentals i antiprotestants. Un d'ells, William Allen va fundar un seminari amb la intenció de la formació de missioners, no obstant això, la reina Isabel I va ordenar les seves cerques, i amb elles, les seves morts. El 1569, amb la intenció d'enderrocar Isabel I, es va aixecar un estendard catòlic en mans del duc de Northumberland Thomas Percy i el suport del papa Pius V.

#### Seglexix
A Anglaterra, es van celebrar acords favorables que havia aconseguit Lleó XII amb nacions de rellevància política. Els atacs antiprotestantes van perdurar, no obstant, dels acords de Lleó XII, per exemple, Pius VII va considerar com a eines diabòliques per afeblir la religió catòlica les societats bíbliques de la primera vintena del segle xix, així com les aportacions de Gregori XVI que van consistir a considerar la llibertat de culte religiós com a bogeria i demència.